# Jacob van Liesvelt

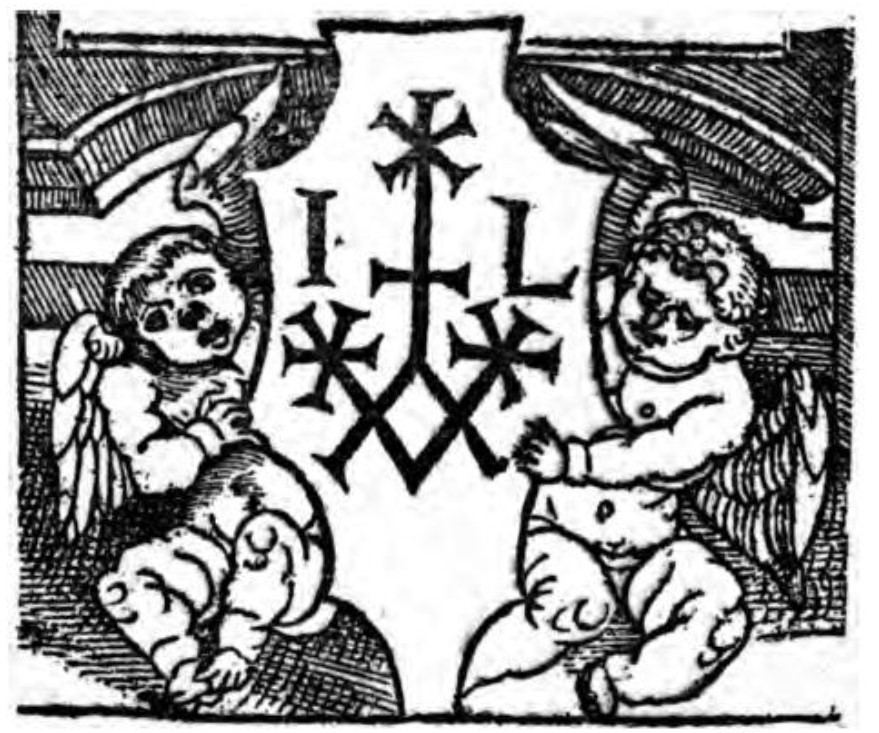
Marca de imprenta de Jacob van Liesvelt utilizada en 1526

Jacob van Liesvelt o Jacob van Liesveldt  ( Amberes, c. 1489, – Amberes, 28 de noviembre de 1545), fue un impresor, editor y librero flamenco. Su imprenta editó publicaciones de muy diversos géneros, como la poesía de Anna Bijns, la literatura católica, como un decreto contra la herejía, y las publicaciones que entraban en conflicto con las enseñanzas católicas. En 1526 publicó la primera traducción completa de la Biblia al neerlandés. Se basó en gran medida en la traducción de Martín Lutero. Finalmente fue ejecutado por publicar versiones no autorizadas de la Biblia.

## Vida
Jacob van Liesvelt nació hacia 1489 en Amberes como hijo del impresor Adriaen van Liesvelt. Siguió los pasos de su padre y empezó a trabajar por su cuenta como impresor y librero en 1513. En 1536 se inscribe como maestro impresor en el gremio de San Lucas de Amberes. Su negocio de imprenta se encontraba originalmente en el Lombaerdeveste. Más tarde, trasladó su negocio al edificio llamado "In the Schilt of Artoys" en el Cammerpoortbrugghe, donde funcionó desde 1523 hasta 1544.

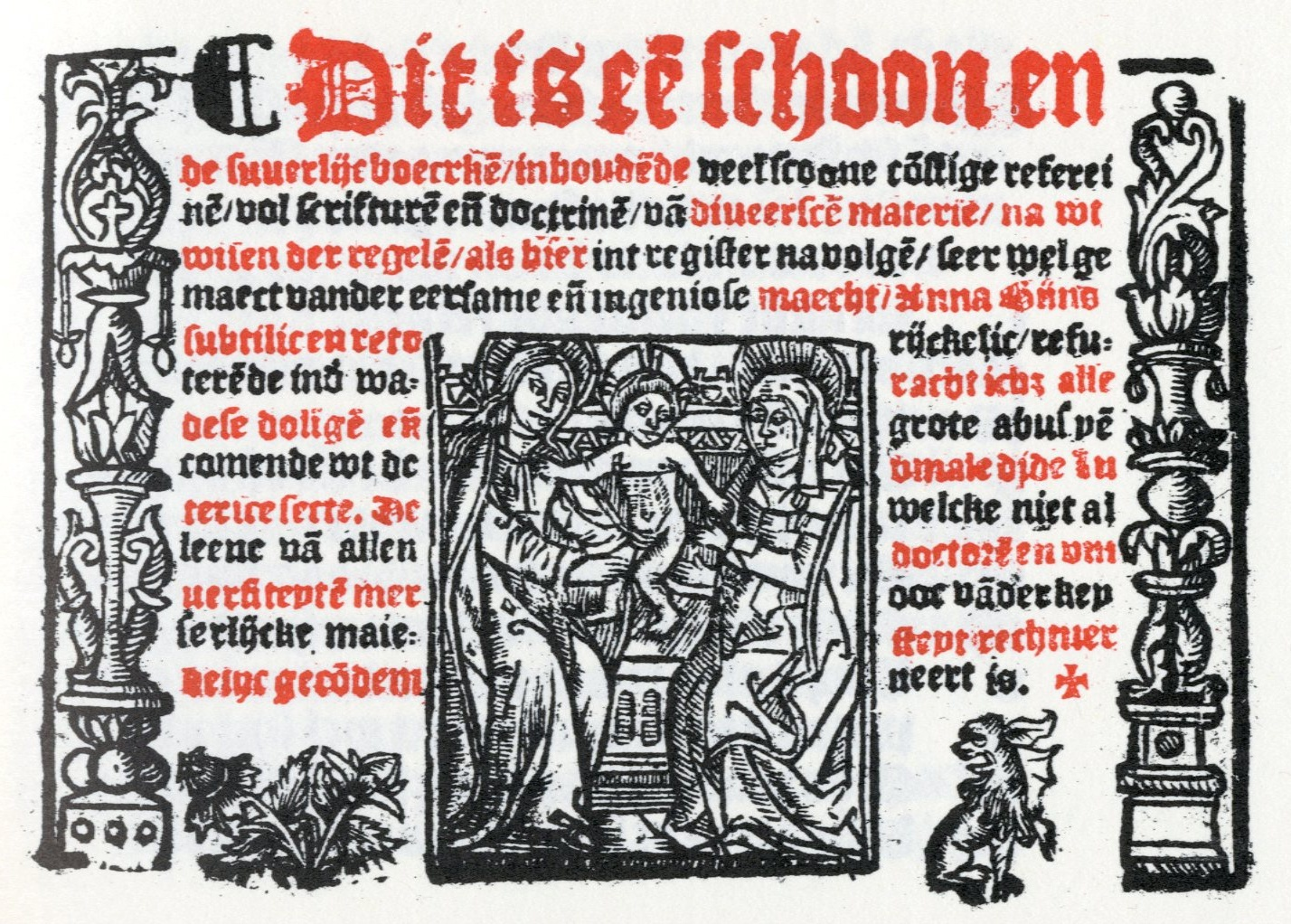
Página de título del Dit is een schoon ende suverlick boecxken inhoudende veel scoone constige refereinen de Anna Bijns, 1528

Liesvelt colaboró en muchas de sus publicaciones con otros impresores como Claes de Grave, Symon Cock, Hendrick Peetersen van Middelburch y Marc Martens. En 1526 imprimió la primera Biblia en neerlandés. Como para esta publicación se basó en la traducción alemana del Nuevo Testamento realizada por Martín Lutero, tuvo problemas con las autoridades por incurrir en "conducta herética". En 1528, Liesvelt fue el editor e impresor de la primera obra publicada de la poeta flamenca Anna Bijns, Dit is een schoon ende suverlick boecxken inhoudende veel scoone constige refereinen. Se trata de una publicación importante en la literatura en lengua neerlandesa y que consagró la reputación de Anna Bijns como una de las principales poetas de su generación.

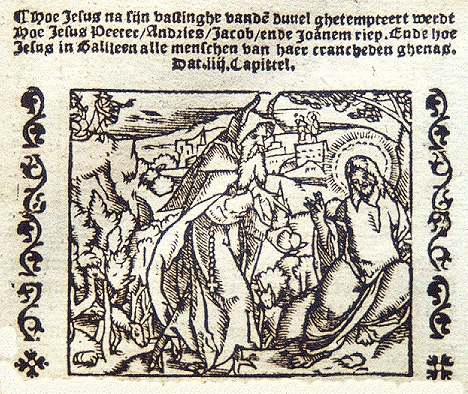
Ilustración de Mateo 4.3 en la Biblia van Liesvelt de 1542

Van Liesvelt se casó con Maria o Marie Ancxt (o Ancxten). La pareja tuvo tres hijos, uno de los cuales, llamado Hans, se convertiría más tarde en impresor y editor. Cuando en 1545 la persecución de los herejes alcanzó su punto álgido, el alguacil de Amberes acusó a van Liesvelt y lo hizo arrestar. La causa o el motivo exacto de la persecución o la naturaleza de la acusación no están del todo claros. Durante mucho tiempo se supuso que la xilografía del capítulo 4 de Mateo estaba en la base de sus problemas. Representa la escena en la que Jesús es tentado por el Diablo en el desierto. El Diablo es representado como un monje barbudo con patas de cabra, que lleva una túnica y sostiene un rosario. Muchos consideraron este grabado como una acusación sarcástica contra el clero, al que a menudo se culpaba de hipocresía. Sin embargo, la Biblia afirma sobre el apóstol Pablo que el Diablo se hace pasar por un "ángel de luz" (2 Corintios 11:14). Desde este punto de vista, la xilografía podría haber sido una referencia a este versículo y no debería ser la base de ninguna sospecha de herejía. De hecho, la misma xilografía se utilizó posteriormente en las Biblias católicas autorizadas. Es más probable que las nuevas notas marginales de la edición de 1542 le causaran problemas legales. En una de ellas se leía que "la salvación viene sólo a través de Jesucristo", lo que era claramente una posición luterana en contradicción con la posición de la iglesia católica de que la salvación sólo puede venir a través de la iglesia. Durante el juicio, van Liesvelt fue asistido por dos abogados. Estos argumentaron que todas sus publicaciones, a excepción de la edición de la Biblia de 1526, habían sido emitidas con una licencia oficial: "Cum Gratia et Privilegio", que había dado al impresor el permiso de publicación. El argumento no tuvo éxito y van Liesvelt fue condenado a muerte. Fue decapitado el 28 de noviembre de ese año, a la edad de 56 años.
La esposa de van Liesvelt, Maria Ancxt, publicó en 1544 dos ediciones del Nuevo Testamento en nombre de su marido Jacob van Liesvelt. Un año después de su ejecución, solicitó a las autoridades permiso para continuar con la imprenta de su difunto marido. A continuación, continuó con su propio negocio. A partir de 1551, contó con la ayuda de su hijo Hans. Además de su propio nombre, también utilizó el término "viuda de Liesvelt" en sus publicaciones. Publicó principalmente libros católicos. Más tarde se comprometió o se casó con el impresor católico Simon Cock

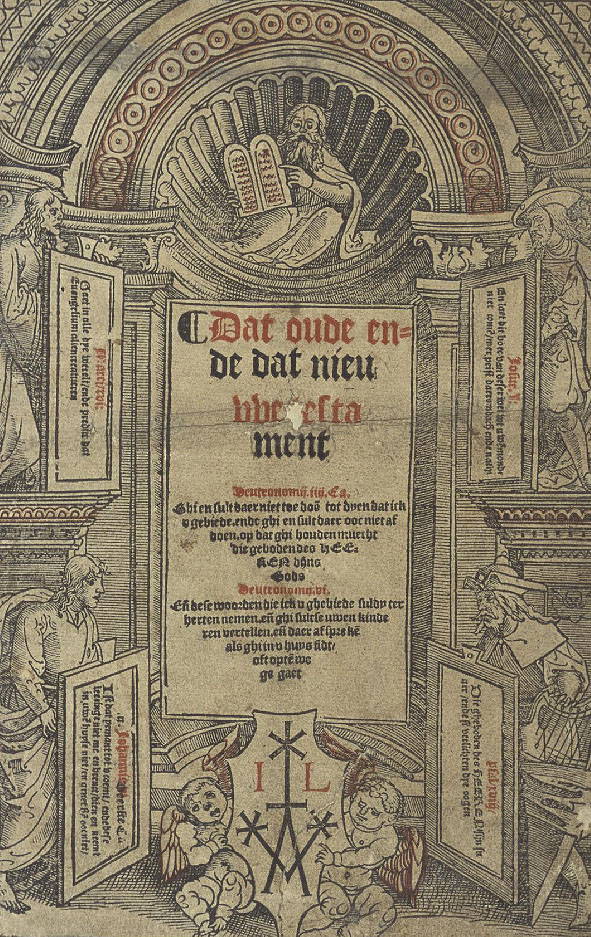
Portada de la Biblia van Liesvelt de 1526

El hijo, Hans van Liesvelt, también llamado Hans II, era aún menor de edad cuando murió su padre. Por lo tanto, es probable que en el período inicial sólo fuera un asistente menor de su madre. En 1553 publicó un Nuevo Testamento con su madre. Después se dio a conocer como editor de almanaques, libros de devoción y un mapa geográfico. Se han producido confusiones sobre las actividades del hijo, ya que había un pariente con el mismo apellido, cuyo nombre era Hansken. Para distinguirlo del hijo de Jacob, se le llama también Hans(ken) I. Estuvo activo entre aproximadamente 1525 y aproximadamente 1539, en la misma dirección que Jacob van Liesvelt. Es conocido por la Biblia publicada el 12 de noviembre de 1538.

## Actividades editoriales

### General
Jacob van Liesvelt imprimió y publicó obras en una amplia gama de géneros. Se sabe que utilizó tres marcas de imprenta diferentes a lo largo de su carrera.
Las obras publicadas por la imprenta de Jacob van Liesvelt incluían tanto literatura católica como protestante. Entre sus otras obras notables están La desfianche faicte au tres puisant et noble Empereur Charles de par le roy de Franche et roy D'Engleterre et aussy la response du tres noble Empereur sur la ditte desfianche (El desafío al muy poderoso y noble Emperador Carlos establecido por el Rey de Francia y el Rey de Inglaterra y también la respuesta del muy noble Emperador a dicho desafío) y una versión en holandés de la misma.
Fue el primer editor de Anna Bijns y ayudó a lanzarla como la principal poetisa flamenca con la publicación en 1528 de Dit is een schoon ende suverlick boecxken inhoudende veel scoone constige refereinen.

## Biblia Liesvelt

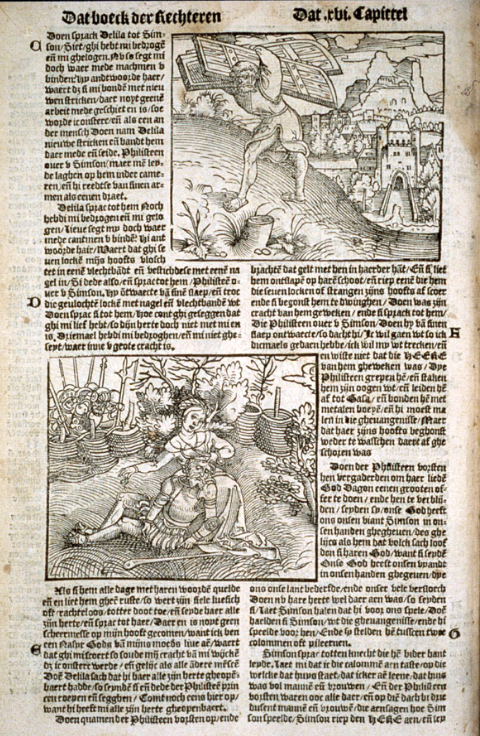
Página del Libro de los Jueces en la edición de la Biblia de Van Liesvelt de 1534

La primera Biblia en neerlandés impresa por Jacob van Liesvelt en 1526 era conocida como la "Biblia de Liesvelt". Se basó, en la medida de lo posible, en la traducción de la Biblia de Lutero. Lutero publicó su traducción al alemán del Nuevo Testamento en septiembre de 1522. En 1523, Lutero comenzó su traducción del Antiguo Testamento, que no se completó hasta 1526. El texto del Nuevo Testamento en la Biblia de Liesvelt se basa enteramente en la edición de Lutero de diciembre de 1522. El texto del Antiguo Testamento de la primera edición se basó en las partes del Antiguo Testamento de Lutero ya publicadas y en la Vulgata y otras traducciones. Aparecieron seis ediciones de esta Biblia. La parte del Antiguo Testamento de la edición de 1532 se basó en las nuevas traducciones de Lutero. Fue, por tanto, la edición más luterana, ya que siguió de cerca las ediciones de Lutero e incluyó un breve prólogo que era un extracto del prólogo de Lutero a su edición de 1523 del Pentateuco. Después de esa edición, Liesvelt apenas hizo cambios en sus ediciones. La última y sexta edición apareció en 1542.
La portada de la edición de 1526 muestra varios personajes bíblicos como Moisés, Josué y David y los evangelistas Marcos y Juan. También contiene un alegato a favor de la Biblia para el pueblo, que se expresa mediante una selección de textos bíblicos. Probablemente, Van Liesvelt tuvo presente en la ejecución y el diseño la edición de Colonia de la primera Biblia en bajo alemán de 1478-79. La Biblia de Liesvelt se ilustró con xilografías, varias de las cuales se atribuyen al grabador holandés Jan Swart van Groningen y a copias de xilografías alemanas. Swart trabajó en Amberes desde 1523. Para sus ilustraciones bíblicas se basó en gran medida en los grabados del Pentateuco de Lutero impreso en Wittenberg en 1523.
La Biblia de Liesvelt fue apreciada por los defensores de la Reforma en los Países Bajos. Las reimpresiones aparecieron hasta el segundo cuarto del siglo XVII. Más tarde, una versión revisada del texto de van Liesvelt sobreviviría a través de la Biblia de Biestkens. Esta Biblia fue impresa en 1560 en Groessen, en el norte de los Países Bajos, probablemente por el exiliado flamenco Nicolaes (Claes) Bieskens van Diest. Se trata de una versión revisada del texto bíblico de van Liesvelt y fue la primera Biblia holandesa con versículos numerados en todo el texto. Esta versión tuvo especial éxito entre los menonitas.